# Bembidion albescens
Bembidion albescens es una especie de escarabajo del género Bembidion, categorizada en la tribu Bembidiini, de la subfamilia Trechinae.

## Distribución
Se distribuye por Nueva Zelanda.

## Taxonomía
Fue descrita por Bates en 1878.